# Alexander Neckam
Alexander Neckam, též Neckham nebo Necham, (8. září 1157 St Albans – 31. března 1217 Worcestershire) byl středověký anglický filosof, učitel a encyklopedista.

## Život a dílo
Narodil se roku 1157 v St Albans v Anglii. Studoval rovněž v tamějším klášteře. Po ukončení studií se stal ředitelem školy v Dunstable. Později několik let pobýval v Paříži, kde od roku 1180 vyučoval. O šest let později se vrátil do Anglie i do vedení školy v Dunstable. Roku 1213 se stal opatem cirencesterského kláštera. Zemřel v roce 1217 ve Worcestershire.
Zpracoval tři slovníky (De naturi rerrum, De Laudibus divinae sapientiae, De nominibus utensilium), v nichž shrnuje zejména nové názory z oblasti teorie poznání a filosofie přírody. V jeho díle se nachází první evropská zmínka o využití magnetů k navigaci lodí. Zabýval se také gramatikou a teologií. Zařadil se mezi obdivovatele Aristotelovy filozofie.